# Sri-lankische Badminton-Juniorenmeisterschaft
Sri-lankische Badminton-Juniorenmeisterschaften werden als eigenständiges Turnier seit Anfang der 1970er Jahre ausgetragen. Sie sind damit einer der traditionsreichsten nationalen Juniorentitelkämpfe in Asien. 2024 fand die 52. Auflage des Turniers statt.

## Titelträger
| Saison | Nr. | Herreneinzel       | Dameneinzel                       | Herrendoppel                               | Damendoppel                                              | Mixed                                     |
| ------ | --- | ------------------ | --------------------------------- | ------------------------------------------ | -------------------------------------------------------- | ----------------------------------------- |
| 2023   | 51  | Thilina Rajakaruna | Varangana Jaywardhana             | Ashinsa Herath Ravishma Indusha Sumanadasa | Nathasha Gunasekara Rashmi Mudalige                      | Ashinsa Herath Varangana Jaywardhana      |
| 2024   | 52  | Shenuk Samararatne | Sithuki Onadi Abyesirigunawardana | Shenuk Samararatne Pulina Wellalage        | H. G. Sandathi Dewmini Sithuki Onadi Abyesirigunawardana | Thilina Rajakaruna H. G. Sandathi Dewmini |